# 2050 Francis
A 2050 Francis (ideiglenes jelöléssel 1974 KA) a Naprendszer kisbolygóövében található aszteroida. Eleanor F. Helin fedezte fel 1974. május 28-án.